# کمربند آفتاب
کمربند آفتاب (به انگلیسی:Sun Belt) یا سان بلت عبارتی است برای اشاره به ایالتهای جنوبی آمریکا که از شرق به غرب آن کشیده شده‌اند استفاده می‌شود. بنا بر تعریفی دقیق تر به تمامی ایالتهای جنوبی مدار ۳۶ درجه شمالی ایالتهای کمربند آفتاب گفته می‌شود. ویژگی اصلی این ایالتها داشتن هوای گرم با تابستانهای طولانی و زمستانهای کوتاه و معتدل است. در این منطقه ایالتهایی با آب وهوای خشک (آریزونا، کالیفورنیا، نوادا و نیو مکزیکو)، اقلیم مدیترانه‌ای (کالیفورنیا) و اقلیم نیمه‌گرمسیری مرطوب (تگزاس، لوئیزیانا، می‌سی‌سی‌پی، آلاباما، فلوریدا، جورجیا و کارولینای جنوبی) دیده می‌شود.
این کمربند از سال ۱۹۶۰ با توجه به اینکه مردم بیشتری به دنبال سکونت در مناطقی با هوای گرم و آفتابی بوده اندو همچنین به دلیل موج بازنشستگی بیبی بومر‌ها دارای رشد چشمگیری در فرصت‌های اقتصادی ومتعاقبا در جمعیت خود بوده‌است. همچنین در دهه‌های اخیر وجود تهویه مطبوع زندگی در برخی از مناطق گرم این کمربند را برای ساکنان آن آسان کرده‌است. در سال‌های اخیر این مناطق با مشکلاتی از قبیل کمبود آب، خشک‌سالی و قاچاق مواد مخدر در نزدیکی مرزهای مشترک با مکزیک دست به گریبانند که به معضلی معمول تبدیل شده‌اند.

## پیش‌بینی‌ها
در سال ۲۰۰۵ اداره آمار آمریکا پیش‌بینی کرد که حدود ۸۸٪ رشد جمعیت در ایالات متحده بین سال‌های ۲۰۰۰ تا ۲۰۳۰ در کمربند آفتاب خواهد بود. در این مدت انتظار می‌رود که ۱۲ میلیون به جمعیت هر یک از ایالت‌های کالیفرنیا تگزاس و فلوریدا افزوده شود که چنین روندی این ایالت‌ها را بیش از پیش با فاصله زیادی در میان پر جمعیت‌ترین ایالت‌های آمریکا قرار خواهد داد. آریزونا کارولینای شمالی و منطقه شهری آتلانتا نیز به همین ترتیب رشد جمعیت را خواهند داشت.
طبق پیش‌بینی‌ها نوادا آریزونا فلوریدا و تگزاس ایالت‌هایی با بیشترین سرعت رشد جمعیت خواهند بود.

## محیط زیست
محیط زیست این منطقه نه تنها برای دولت محلی بلکه برای دولت ایالتی و فدرال نیز بسیار ارزشمند و پراهمیت است. هشت ایالت از ده ایالت این منطقه دارای تنوع زیستی بالا (بین ۳۸۰۰ تا ۶۷۰۰ گونه که شامل گونه‌های آبی نمی‌شود) هستند. کمربند آفتاب همچنین بیشترین تنوع زیست‌بوم که شامل چاپارل، برگریز، بیابان، چمن‌زار، جنگل باران‌خیز استوایی می‌شود را داراست. در این میان ایالت فلوریدا با داشتن هورهای متعدد و آب‌سنگ‌های مرجانی وسیع پرچم دار تنوع زیستی گیاهان و جانوران در ایالات متحده است.
برخی از گونه‌های در معرض خطر انقراض در کمربند آفتاب عبارتند از:

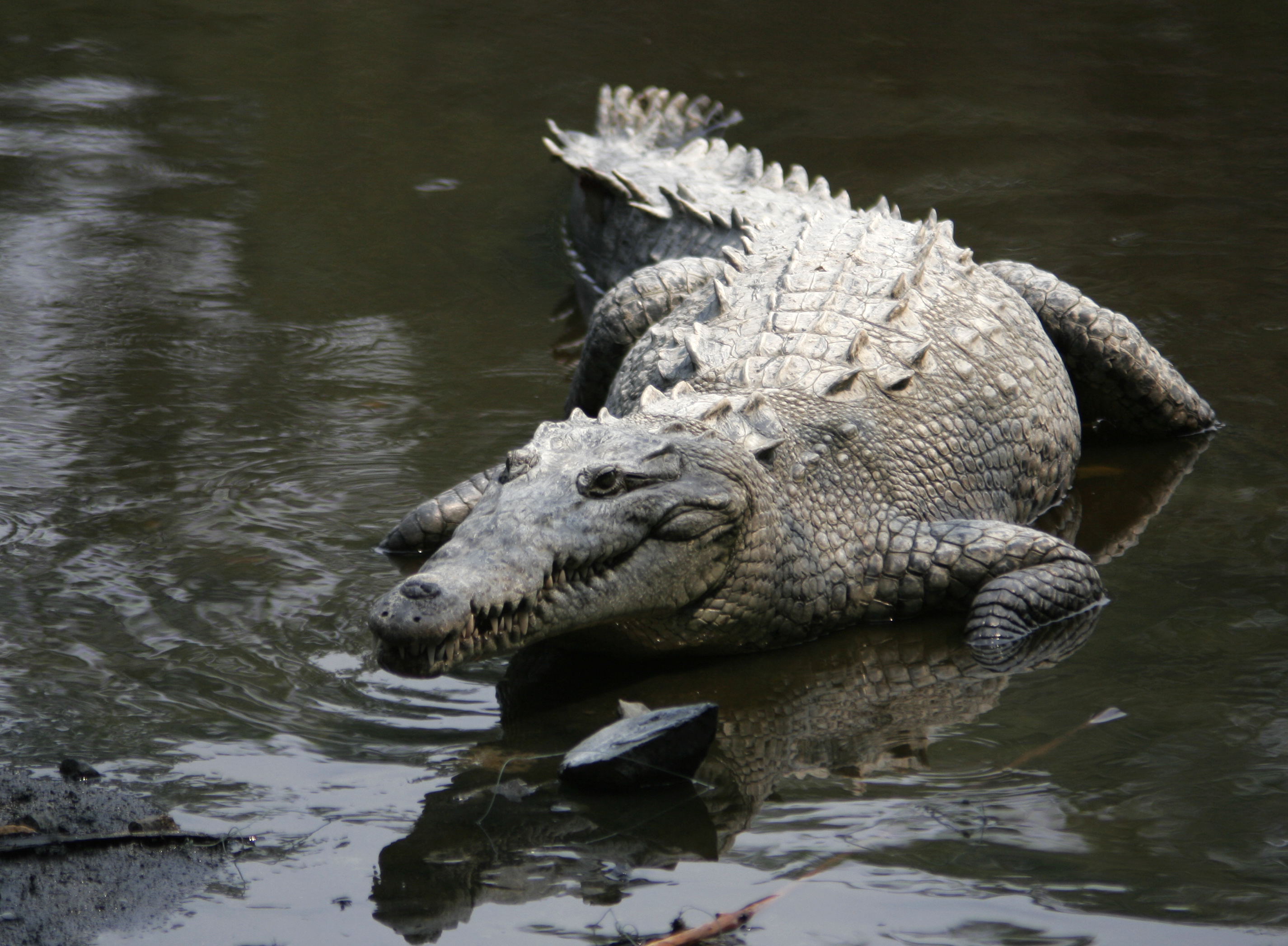
تمساح آمریکایی گونه‌ای در معرض خطر انقراض

- موش‌خرمای پاسیاه
- پلنگچه
- کرکس کالیفرنیا
- شیر کوهی فلوریدا
- تمساح آمریکایی

## شهرهای بزرگ در کمربند آفتاب
| شهرهای اصلی          | جمعیت تخمینی در سال ۲۰۱۲ (میلیون) | جی‌ام‌پی (۲۰۱۱) (بیلیون دلار آمریکا) |
| -------------------- | --------------------------------- | ---------------------------------- |
| لس آنجلس             | ۱۳٫۰                              | $۷۵۵٫۰                             |
| دالاس                | ۶٫۷                               | $۴۰۱٫۳                             |
| هستن                 | ۶٫۲                               | $۴۲۰٫۴                             |
| میامی                | ۵٫۸                               | $۲۶۰٫۰                             |
| آتلانتا              | ۵٫۵                               | $۲۸۳٫۸                             |
| سانفرانسیسکو         | ۴٫۵                               | $۳۳۵٫۳                             |
| ریورساید-سن‌برناردینو | ۴٫۴                               | $۱۱۱٫۳                             |
| فونیکس               | ۴٫۳                               | $۱۹۴٫۴                             |
| سن دیه‌گو             | ۳٫۲                               | $۱۷۵٫۰                             |
| تامپا                | ۲٫۸                               | $۱۱۵٫۲                             |
| شارلوت               | ۲٫۳                               | $۱۱۷٫۸                             |
| اورلاندو             | ۲٫۲                               | $۱۰۵٫۰                             |
| لاس‌وگاس              | ۲٫۰                               | $۹۱٫۸                              |
| سن‌خوزه               | ۱٫۹                               | $۱۸۲٫۸                             |
| مناطق بین‌المللی      |                                   |                                    |
| سن‌دیگو-تیجوآنا       | ۵٫۰ (۲۰۰۹ پیشبینی)                | $۱۷۶                               |
| ال پاسو-خوآرز        | ۲٫۷ (۲۰۱۲ پیشبینی)                | ۲٫۷ (۲۰۱۲ پیشبینی)                 |
لس آنجلس دالاس گریتر هیوستون میامی آتلانتا پنج شهر بزرگ این منطقه از لحاظ آماری هستند. لس آنجلس با داشتن بیش از ۱۳ میلیون سکنه با فاصله زیادی رتبهٔ اول را در سال ۲۰۱۲ میان بزرگترین شهرهای این منطقه در اختیار داشته‌است. ده شهر بزرگ این منطقه از لحاظ آماری در ایالت‌های کالیفرنیا، تگزاس، جورجیا، کارولینای شمالی، فلوریدا و آریزونا قرار دارند. همچنین تنها بخشی از شهرهای تیجوآنا، سن دیگو و خوآرز الپاسو در کمربند آفتاب قرار می‌گیرند. هفت تا از ده شهر بزرگ ایالات متحده در کمربند آفتاب قرار داردکه عبارتند از:(لس آنجلس(۲ام), هیوستون(۴ام), فینیکس، آریزونا(۵), سان آنتونیو(۷ام), سن دیگو(۸ام) ,دالاس(۹ام), سن خوزه(۱۰ام).
| ایالت           | شهر |
| --------------- | --- |
| کالیفرنیا       | آناهایم، بیکرزفیلد، فرزنو، لانگ بیچ، لس آنجلس، اوکلند، ریورساید، سن برناردینو، سن دیگو، سن‌خوزه، سان فرانسیسکو                                                                                      |
| نوادا           | لاس‌وگاس، هندرسون، لاس‌وگاس شمالی |
| آریزونا         | فینیکس، آریزونا، توسان، میزا، چندلر، آریزونا، گلندیل، آریزونا، سکاتزدیل، آریزونا، گیلبرت، آریزونا، تمپی، آریزونا، پیوریا، آریزونا، سورپرایز، آریزونا، یوما، آریزونا، فلگستف، آریزونا               |
| نیومکزیکو       | البوکرکی، لاس کروسس، نیومکزیکو، ریو رنچو، سنتافه، نیومکزیکو |
| تگزاس           | آستین، تگزاس، کورپس کریستی، دالاس، ال پاسو، فورت وورث، تگزاس، هیوستون، سان آنتونیو |
| لوئیزیانا       | باتون‌روژ، لوئیزیانا، نیواورلئان، لوئیزیانا |
| آلاباما         | برمینگم، آلاباما، هانتسویل (آلاباما), موبیل، آلاباما، مونتگمری، آلاباما |
| می‌سی‌سی‌پی        | جکسون، میسیسیپی |
| جورجیا          | آتلانتا، آگوستا، جورجیا، کولومبوس، جورجیا، ساوانا، جورجیا |
| تنسی            | چاتانوگا، تنسی، کلارک‌اسویل، ناکسویل، ممفیس، نشویل |
| فلوریدا         | فورت لادردیل، فلوریدا، جکسون‌ویل، میامی (فلوریدا), اورلندو، فلوریدا، سن پترزبورگ، فلوریدا، تمپا، فلوریدا، وست پالم بیچ، فلوریدا                                                                     |
| کارولینای شمالی | شارلوت (کارولینای شمالی), گرینزبورو، کارولینای شمالی، رالی، کارولینای شمالی، وینستون-سیلم، دورهام، کارولینای شمالی، فییتویل، کارولینای شمالی، ویلمینگتن، کارولینای شمالی، جکسنویل، کارولینای شمالی |
| کارولینای جنوبی | چارلستون، کارولینای جنوبی، کلمبیا، کارولینای جنوبی، گرینویل، کارولینای جنوبی، مرتل بیچ، کارولینای جنوبی                                                                                            |

## ایالت‌های شنی
چهار ایالت آریزونا کالیفورنیا فلوریدا نوادا از کمربند آفتاب به دلیل داشتن بیابان‌ها و سواحل متعدد به‌طور دسته جمعی ایالت‌های شنی خوانده می‌شوند.